# نقص الإستروجين
يشير نقص الإستروجين إلى مستويات إستروجين أقل من الطبيعي، ويستخدم هذا المصطلح الشامل لوصف نقص هرمون الإستروجين في ظروف وحالات طبية مختلفة. يرتبط نقص الإستروجين بزيادة خطر الإصابة بأمراض القلب والأوعية الدموية، ويرتبط أيضًا بأمراض أخرى مثل التهابات المسالك البولية وهشاشة العظام.
قد يسبب انخفاض مستويات هرمون الإستروجين عند النساء أعراضًا متنوعة مثل الهبات الساخنة واضطرابات النوم وهشاشة العظام وتغيرات فيزيولوجية في الجهاز البولي التناسلي. يحدث نقص الإستروجين بشكل أكثر شيوعًا عند النساء بعد سن اليأس، أو عند النساء المصابات بقصور مبيض بدئي، أو المصابات بانقطاع الطمث. التأثيرات الأساسية لنقص هرمون الإستروجين تأثيرات على الجهاز البولي التناسلي، مثل ترقق أنسجة المهبل وزيادة درجة الحموضة المهبلية. يكون المهبل محميًا من الالتهابات والأمراض المنقولة جنسيًا عندما تكون مستويات هرمون الإستروجين طبيعية. يمكن أن يحدث نقص الإستروجين أيضًا عند الرجال بسبب قصور الغدد التناسلية.
توجد العديد من العلاجات الهرمونية وغير الهرمونية لمنع الآثار السلبية لانخفاض مستويات هرمون الإستروجين وتحسين نوعية الحياة.

## العلامات والأعراض

### الأوعية
تشمل أعراض نقص مستويات هرمون الإستروجين الهبات الساخنة، وهي شعور مفاجئ وشديد بالحرارة في الجزء العلوي من الجسم غالبًا، ما يؤدي إلى احمرار الجلد وتوهجه. يُعتقد أن الهبات الساخنة تحدث بسبب تفعيل المنطقة المسؤولة عن تنظيم الحرارة في منطقة تحت المهاد، ما يجعل الجسم أكثر حساسية للتغيرات في درجة حرارة، وتحدث أيضًا العديد من الاضطرابات الليلية الشائعة المرتبطة بنقص الإستروجين، مثل صعوبة النوم، والاستيقاظ عدة مرات في الليل، والأرق، والاستيقاظ المبكر.

### الجهاز البولي التناسلي
تشمل الأعراض الكلاسيكية لنقص الإستروجين تغيرات فيزيائية وكيميائية في الفرج والمهبل والمسالك البولية السفلية. تضمر الأعضاء التناسلية وتفقد مرونتها ورطوبتها ودرجة حموضتها الطبيعية، ما قد يؤدي إلى تغيرات في الفلورا المهبلية ويزيد من خطر هشاشة الأنسجة المهبلية وتمزقها. تشمل العلامات التناسلية الأخرى الجفاف وقلة الرطوبة وتهيج وحس ألم أو انزعاج وعدم الراحة، بالإضافة إلى عجز وظيفي. يمكن أن يؤدي انخفاض مستويات هرمون الإستروجين إلى الحد من الإثارة الجنسية ويسبب عسر الجماع أو جماع مؤلم بسبب تغيرات في الطبقات الأربعة لجدار المهبل. تعاني النساء اللواتي يحدث لديهن نقص في هرمون الإستروجين من إلحاح بولي وتعدد بيلات وألم أثناء التبول. يعتبر نقص هرمون الإستروجين أيضًا أحد عوامل الخطورة الرئيسية لتطور التهابات المسالك البولية عند النساء بعد سن اليأس.

### العظام
يساهم الإستروجين في صحة العظام بعدة طرق، وتزيد مستويات هرمون الإستروجين المنخفضة من ارتشاف العظام عن طريق تفعيل الخلايا الهادمة للعظم، ما يجعل العظام أكثر عرضة للارتشاف وتزيد خطر الإصابة بالكسور. يمكن أن يؤدي انخفاض مستويات هرمون الإستروجين في النهاية إلى أمراض عظمية أكثر خطورة مثل الجنف أو هشاشة العظام. يلعب نقص هرمون الإستروجين دورًا مهمًا في تطور هشاشة العظام عند كلا الجنسين، ويكون أكثر وضوحًا عند النساء، وتحدث لديهن بعمر أصغر من خمس إلى عشر سنوات مقارنة بالرجال.

## الأسباب
يمكن أن تؤدي مجموعة متنوعة من الأمراض والحالات الفيزيولوجية إلى نقص هرمون الإستروجين، أكثرها شيوعًا هو انقطاع الطمث، ومن الأسباب الأخرى قصور المبيض البدئي، والعلاج الشعاعي والعلاج الكيميائي.
يمكن أن يؤدي قصور الغدد التناسلية (الخصيتين عند الرجال والمبيضين عند النساء) لنقص مستويات هرمون الإستروجين. يمكن أن يكون قصور الغدد التناسلية بدئي يتعلق بالغدد التناسلية بحد ذاتها أو ثانوي سببه خلل وظيفي في الغدة النخامية أو منطقة تحت المهاد. تشمل الأسباب الأخرى لقصور الغدد التناسلية بعض الأدوية ونقص حساسية الغدد التناسلية للهرمونات النخامية واضطرابات استقلاب الستيروئيدات.

### المخاطر
يمكن أن يؤدي انخفاض مستويات هرمون الإستروجين إلى زيادة خطر الإصابة بأمراض القلب والأوعية الدموية لدى النساء اللواتي يصلن إلى سن اليأس بشكل مبكر. هرمون الإستروجين ضروري لتمدد الشرايين باستخدام أكسيد النيتريك، ما يؤدي إلى المحافظة على صحة القلب عن طريق تقليل التأثيرات الضارة لتصلب الشرايين، ويلاحظ ارتفاع خطر الإصابة بأمراض القلب والأوعية الدموية عند النساء اللواتي يعانين من انخفاض إنتاج هرمون الإستروجين.

## الفيزيولوجيا المرضية
يؤثر نقص هرمون الإستروجين على المهبل والمسالك البولية. تشترك الأعضاء التناسلية الأنثوية والمسالك البولية السفلية بامتلاكها لمستقبلات هرمون الإستروجين بسبب تطورها الجنيني. الإستروجين هو هرمون فعال ومؤثر في الأوعية الدموية، ومن خلال تأثيره على ضغط الدم يُحفز تدفق الدم إلى المهبل ويزيد من إفرازات المهبل وترطيبه. تعمل مستقبلات الإستروجين على تحفيز تكاثر الأنسجة في جدران المهبل، وهو الأمر الذي يلعب دورًا هامًا في التحفيز الجنسي من خلال التزليق والانتفاخ والتمدد.
تشمل التأثيرات البولية التناسلية لانخفاض الإستروجين ترقق الظهارة المهبلية، ونقص مرونة الأنسجة المهبلية، ونقص النشاط الإفرازي لغدد بارتولين في جدران المهبل، ما يؤدي إلى التهيج والألم أثناء الممارسة الجنسية، ويمكن أن يؤدي ترقق طبقات الظهارة المهبلية أيضًا إلى زيادة خطر الإصابة بالالتهابات البولية التناسلية.
تشكل العصيات اللبنية 70% من الفلورا الطبيعية للمهبل، وتعمل هذه العصيات على استقلاب الغليكوجين والحفاظ على درجة حموضة منخفضة في المهبل. ترتبط مستويات الإستروجين ارتباطًا وثيقًا بوفرة العصيات اللبنية ودرجة الحموضة المهبلية، إذ إن المستويات المرتفعة من الإستروجين تعزز سماكة الظهارة المهبلية وإنتاج الغليكوجين داخل الخلايا، ما يحمي النساء من الأمراض المنقولة بالجنس والالتهابات البولية التناسلية.

## التشخيص
يحدث نقص الإستروجين عادة في سن اليأس، ويمكن قياس مستويات هرمون الإستروجين بعدة طرق مخبرية.

### سن اليأس
يُشخص سن اليأس من خلال الفحص السريري وأعراض ضمور المهبل وتاريخ طبي يشمل آخر دورة شهرية. لا يوجد اختبار واحد مؤكد لتحديد سن اليأس لأن مجموع الأعراض السابقة هو المؤشر الأساسي على الحالة، ولأن المستويات المنخفضة من الإستروجين يصعب اكتشافها بدقة بعد انقطاع الطمث، ومع ذلك يمكن إجراء تحاليل مخبرية عديدة للتمييز بين انقطاع الطمث والتشخيصات الأخرى المشابهة.[بحاجة لمصدر]

### انقطاع الطمث الوظيفي
يُشخص انقطاع الطمث الوظيفي من خلال انقطاع الطمث أكثر من ثلاثة أشهر مع انخفاض هرمون الإستروجين. تشمل أسباب انقطاع الطمث الوظيفي الجهد الشديد، حمية غذائية شديدة والتعرض لشدة نفسية. لتأكيد التشخيص لابد من فحص سريري شامل وتحاليل مخبرية تشمل الإستروجين، البرولاكتين، هرمونات الغدة الدرقية، وإيكو بطن وحوض.

### قصور المبيض البدئي
يمكن أن يحدث قصور المبيض البدئي لدى النساء قبل سن الأربعين نتيجة لقصور الغدد التناسلية. تظهر الأعراض السريرية على شكل انقطاع طمث ويعتمد على قياس هرمون FSH لتأكيد التشخيص.